# Марио Бољат
Марио Бољат (Сплит, 31. август 1951 — 1. јануар 2024) био је југословенски и хрватски фудбалер.

## Каријера
Рођен је 31. августа 1951. године у Сплиту. Фудбалску каријеру је почео у сплитском Хајдуку у којем је наступао од 1969. до 1979. године. Играо је на позицији одбрамбеног играча, а за Хајдук је одиграо 207 прволигашких сусрета и постигао шест голова. Био је члан чувене генерације „билих“ која је четири пута освајала шампионску титулу (1971, 1974, 1975, 1979) и пет пута Куп маршала Тита (1972, 1973, 1974, 1976. и 1977).
Једну сезону је наступао у немачком бундеслигашу Шалке 04 за који је одиграо девет утакмица и постигао два гола. Играчку каријеру је завршио у 28−ој година живота.
За репрезентацију Југославије одиграо је пет утакмица. Дебитовао је 13. новембра 1977. против Румуније (6:4) у Букурешту, опростио се од дреса с националним грбом 18. маја 1978. против Италије у Риму (резултат 0:0).